# 倩兮女

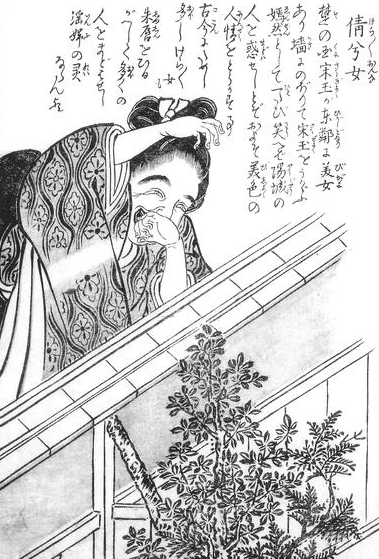
鳥山石燕『今昔百鬼拾遺』より「倩兮女」

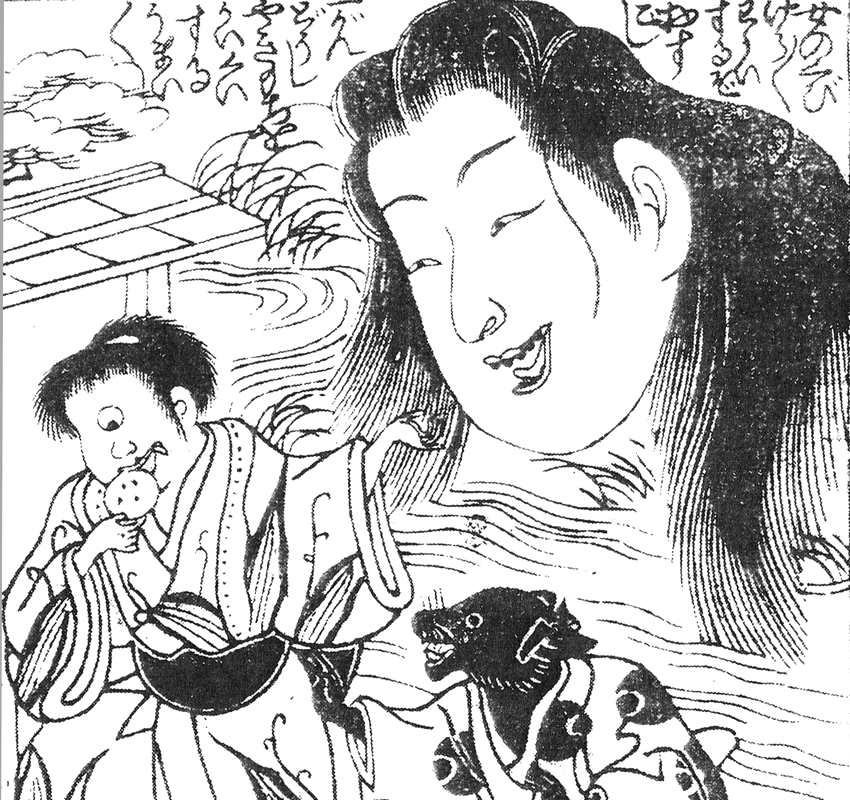
『平家化物たいぢ』。右上の女の生首に「女の首けらけら笑いするぞ 物凄し」とある。

倩兮女（けらけらおんな）、けらけら女は、鳥山石燕による江戸時代の妖怪画集『今昔百鬼拾遺』に描かれている日本の妖怪。

## 概要
着物姿の巨大な女性が、塀越しに口をひらいて笑う姿が描かれており、石燕による解説文は以下の通り添えられている。
楚の宋玉というのは、中国南北朝時代の詩文集『文選』巻19に載る「登徒子好色賦」に記されているよく知られた逸話で、美男として有名な中国の文人・宋玉が「自分は決して好色ではない、隣に住んでいた国一番の美女が牆（かき）からその姿を見せ、3年間のぞき込まれ誘惑され続けたが心を動かした事は一度も無かった、私のことを好色と称する登徒子（とうとし）こそ好色である」と王の前で反論した故事（宋玉東牆）を引いているもので、塀（墻・牆）からのぞき込んでいる姿をその故事中の美女に比しており、石燕はこれをもって「倩兮女」を多くの人を弄んだ淫婦の霊ではなかろうかと述べている。

## けらけら女
石燕の「倩兮女」以前にも、江戸時代の版本には黒本や絵草紙『平家化物たいぢ』などにはけらけらと笑う女の首がたびたび登場している。このことからわかるように、「けらけら女」は石燕以前にも既に流行しており、まったくの石燕の創作であるというわけではない。

## 昭和以後の解説
『今昔百鬼拾遺』には詳細な特徴などは述べられていないが、昭和・平成以降の妖怪関連の文献では、人通りのない道を歩いている者に笑いかけて脅かす者で、笑い声によって人の不安をかきたてるもの、また笑い声はその1人だけにしか聞こえず、気が弱い人は笑い声を聞いただけで気を失ってしまうという解説がなされている。また、民俗学者・藤沢衛彦の著書『妖怪画談全集 日本篇』（1929年）では「見上ぐれば垣より高く大面相の醜女現はれてげらげらげらと笑ふ」と解説されており、しばしば巨大な女性の妖怪と解説されていることがある。

## 類例
土佐国（高知県）には「笑い女」という妖怪が伝承されており、これは笑い声をたてる女の妖怪であるという点で共通している。